# Prussian Blue
Prussian Blue bylo americké teenagerské duo, vzniklé roku 2003. Jeho členky Lynx Vaughan Gaede a Lamb Lennon Gaede se narodily 30. června 1992 ve Fresnu, v Kalifornii. Skupina je hlavně proslulá svými radikálními názory otevřeně podporujících neonacismus.

## Historie kapely
Lynx (rys) a Lamb (jehně) poprvé předvedly svůj zpěv na neonacistickém[zdroj?] festivalu Eurofest 2001. O rok později se začaly učit hrát na hudební nástroje (Lamb hraje na kytaru a Lynx na housle). V tom samém roce byly představeny v show americké kabelové televize VH1 s názvem Inside hate rock. V roce 2003 se objevily v dokumentu BBC režiséra Louise Therouxea nazvaném Louis a nacisté o antisemitismu a neonacismu ve Spojených státech. Lynx, Lamb a jejich matka April se také ještě téhož roku objevily v hororu Dark Walker.
Ke konci roku 2004 nahrály své debutové CD s názvem Fragment of future (útržek budoucnosti) u nahrávací společnosti Resistance Records. O rok později vydávají své druhé album The path we chose (cesta, co jsme si zvolily), na kterém je více tradičního rocku spolu s akustickou a elektrickou kytarou. Většina skladeb postrádá rasový a nacionalistický podtext, který byl slyšet z jejich prvního alba Fragment of future[zdroj?]. 20. října 2005 Prussian blue vystoupily v populární show televizní stanici ABC Primetime. Na svém DVD Blond hair, blue eyes(blond vlasy, modré oči) , vydaném v roce 2005, představily tři své videoklipy a několik živých vystoupení. Krátce na to se duo vydalo na turné po USA. 22. srpna se objevily opět v Primetime na ABC.
V roce 2006 se dvojčata, jejich matka April, nevlastní otec Mark Harrington a jejich malá nevlastní sestra Dresden přestěhovali z kalifornského Bakersfieldu do Kallispelu v Montaně, protože matka dospěla k závěru, že Bakersfield na její vkus není dost bílý. Část lidí z Kallispel chodila po městě a rozdávala lidem letáky, varující před Prussian blue a jejich názory pod transparenty s hesly Nechceme tu nenávist!. Někteří lidé, kteří se podíleli na kampani zaměřené proti nově příchozí rodině Gaedových, dostali výhrůžné dopisy od různých rasistických skupin. Společnost pro lidská práva v Montaně naplánovala shromáždění na protest proti Prussian blue a jejich názorům.

## Ideologie
Duo má silné vazby na National Vanguard, americkou nacionalistickou organizaci, založenou členy National Aliance. Jejich ideologie se dá popsat jako rasistická a hlásající nadřazenost bílé rasy. The Daily Telegraph informoval[zdroj?], že dvojčata na jevišti běžně hajlují a publikum nezůstává pozadu – tyto projevy nejsou v USA zakázány. Lynx a Lamb, stejně jako kterýkoli jiný zástupce National Vanguard, se považují za bílé separatisty.
Podle zpráv televizní stanice ABC Lynx a Lamb nechodí do běžné školy, ale jsou vzdělávány soukromě doma svou matkou April, aktivní členkou National Vanguard. Dědeček dvojčat nosí hákový kříž na přezce opasku, má ho na dveřích svého pick-upu a zaregistroval si ho jako cejch na svůj dobytek. Lynx a Lamb mají nevlastní sestru. Její celé jméno zní Dresden Hale Harrington, narozena 19. července 2004. Její první jméno je podle města Drážďany v Německu, druhé jméno má podle nacionalisty Matta Hala.
Během rozhovoru pro ABC Prussian blue tvrdily, že věří tomu, že Adolf Hitler byl velký muž s dobrými plány, které měly za cíl zkvalitnit genetický základ německého národa[zdroj?], a že Holokaust je příliš nafukovaný mýtus[zdroj?].
Protože duo 'nežije o žebrácké holi'[zdroj?], Lynx a Lamb se rozhodly věnovat nějaké peníze na postižené hurikánem Katrina.[zdroj?]

## Jméno
Kapela se pojmenovala podle pruské modře. V rozhovoru pro Vice Magazine dvojčata uvádějí: "V našich žilách proudí pruská krev, také naše oči jsou modré a pruská modř je zkrátka hezká barva." Jedním dechem ovšem dodávají že se inspirovaly diskusemi o absenci pruské modři (zbytkové látky po Cyklonu B) v údajných plynových komorách koncentračních táborů. "Myslíme si, že to může lidi přimět, aby začali přemýšlet o některých nepřesnostech mýtu o Holocaustu". Absence pruské modři v plynových komorách je jedním ze stěžejních argumentů popíračů Holocaustu, kteří tvrdí, že se Holokaust, pochopitelně pokud přiznají, že nějaký vůbec existoval, musel odehrávat jinak a čísla obětí musejí být daleko menší. Tyto řeči jsou ovšem brány jako mylné a pseudohistorické většinou lidí, kteří se zabývají skutečnou historií[zdroj?].
Lynx a Lamb samy uvádějí svůj původ jako anglický, německý a islandský[zdroj?].

## Texty a jejich vliv
Většina skladeb z jejich prvního alba Fragment of future (útržek budoucnosti) je rasistického a nesnášenlivého charakteru. Převážnou část z nich napsal David Lane, Ian Stuart a Ken McLellan. Dvě z těchto písní oslavují známé nacistické pohlaváry a neonacistické aktivisty, například Rudolfa Hesse a Roberta Jay Matthewse. Jeden další song napsala Lamb a jmenuje se Sacrifice (obětování).
Debutový singl jejich druhého alba, The Stranger (cizinec), je zhudebněná báseň Rudyarda Kiplinga, která se těší oblibě mezi pravicovými extrémisty.
V roce 2006 Prussian blue bylo vydáno prostřednictvím NPD další album nazvané Fot the fatherland (za vlast).
23. září 2006 vydaly nový singl nazvaný Stand up (povstaň) jako jejich příspěvek pro iniciativní hnutí za osvobození Matta Hala, který si odpykává svých 190 let pobytu za mřížemi. CD vydalo Condemned Records.
Dívky se začaly v neonacistickém hnutí angažovat velmi brzy. Lynx zveřejnila svou báseň What must be done (co musí být dokončeno) ve Vice Magazinu v roce 2003, tedy když jí bylo deset let.